# قائمة الفرق النسوية لكرة القدم في لبنان
تغدي الفرق النسوية للبطولة اللبنانية تشكيلة المنتخب اللبناني النسوي لكرة القدم. وهو بعد من أوائل المنتخبات العربية والآسيوية النسوية لكرة القدم، يمثل لبنان في بطولات كرة القدم للسيدات منذ إنشائها في عام 2005.

## قائمة الفرق اللبنانية النسائية

### فرق الدرجة الأولى للراشدات
الأندية التالية تمارس حاليا في الدوري اللبناني لكرة القدم للسيدات لموسم 2018-1919:

- -نادي الصداقة

- -ستارز أكاديمي

- -بيروت

- -العربي طرابلس

- -اتحاد طرابلس

- -نادي الإخاء الأهلي عاليه للنساء.

- -فريق بنات أكاديمية بيروت لكرة القدم

- - نادي هوبس

- -نادي السلام زغرتا الرياضي

- -جمعية النجوم للرياضة

- -نادي كفرشيما

- نادي سيدات ذوق مصبح الرياضي

## أندية سابقة
- أكاديمية البنات لكرة القدم أو أكاديمية الفتاة.

## أندية الشابات تحت ال 19 سنة
يوجد في لبنان فرق للبراعم والقاصرين دون سن 18 سنة تلعب دورا في تشجيع الفتيات على ممارسة الرياضة واقتحام لعبة المنافسة الجماعية وبث روح الثقافة الرياضية لكرة القدم كرياضة شعبية عالمية، ومن أهم هذه الفرق التي تعنى بتأجير وتدريب وتنظيم المباريات للفتيات اللبنانيات نجد:
1-بيروت
2-الأخاء الأهلي عليه
3-النصر الحدت
4-ستارز أكاديمي
5-العربي طرابلس
6-أكاديمية الفتاة

### الفرق الفائزة بالبطولة اللبنانية للنساء
في أول بطولة وطنية لبنانية اقيمت للتباري بين الفرق النسائية بشكل دوري، سنة 2008 للسيدات فاز بها فريق نادي الصداقة الرياضي، ثم احتكر التتويج لمدة ست سنوات متتالية، قبل أن يكسر هذا الاحتكار فريق جمعية النجوم للرياضة النسائي ويتوج ببطولة 2014 و 2016 ثم بطولة 2018 ينظاف إلى الأندية التي صعد نجمها بعد «نادي الصداقة» في البطولة اللبنانية فريق «نادي سيدات ذوق مصبح الرياضي» الذي فاز ببطولة سنة 2017.
| رقم البطولة. | الدورة | البطل                        |
| ------------ | ------ | ---------------------------- |
| 1            | 2008   | نادي الصداقة الرياضي للسيدات |
| 2            | 2009   | نادي الصداقة الرياضي للسيدات |
| 3            | 2010   | نادي الصداقة الرياضي للسيدات |
| 4            | 2011   | نادي الصداقة الرياضي للسيدات |
| 5            | 2012   | نادي الصداقة الرياضي للسيدات |
| 6            | 2013   | نادي الصداقة الرياضي للسيدات |
| 7            | 2014   | جمعية النجوم للرياضة         |
|              | 2015   | لم تنظم                      |
| 8            | 2016   | جمعية النجوم للرياضة         |
| 9            | 2017   | نادي سيدات ذوق مصبح الرياضي  |
| 10           | 2018   | جمعية النجوم للرياضة         |

### عدد البطولات حسب كل فريق
| الفريق النسائي               | عدد البطولات | سنوات الفوز بالبطولة               |
| ---------------------------- | ------------ | ---------------------------------- |
| نادي الصداقة الرياضي للسيدات | 6            | 2008, 2009, 2010, 2011, 2012, 2013 |
| جمعية النجوم للرياضة         | 3            | 2014–15, 2016–17, 2018–19          |
| نادي سيدات ذوق مصبح الرياضي  | 1            | 2018، 2017.                        |